# Квятковский, Александр Александрович
Квятковский Александр Александрович (1852, Томск — 4 (16) ноября 1880, Санкт-Петербург) — народоволец, кличка Александр I, участник покушений на Александра II, казнён.

## Биография
Родился в Томске в семье выходца из Белоруссии дворянина-золотопромышленника, зятя Боровкова.
Окончил Томскую мужскую гимназию (1870). Вслед за старшим братом Тимофеем уехал в Петербург, где поступил учиться в Технологический институт.
В 1874 году, оставив учёбу, начал революционную деятельность в Тульской губернии, где в селе Хотуши организовал слесарную мастерскую. В дальнейшем предполагалось преобразовать мастерскую в артель и применить на практике учение социалистов. Вследствие непривычной тяжёлой физической работы Квятковский заболел и через месяц уехал в Петербург. Скрывался, жил по подложным документам. Неоднократно подвергался арестам.
Уехал в Кострому, недолго работал на механическом заводе Шипова простым рабочим, по болезни покинул его и возвратился в Петербург, затем год батрачил на ферме в селе Ардатово в Нижегородской губернии, от полицейского преследования скрылся в Самарской губернии, весной 1878 года под видом мелкого торговца разъезжал по Воронежской губернии. Вынашивал план крестьянского восстания. В начале марта 1879 года Квятковский вернулся в Петербург для восстановления организации «Земля и Воля», обескровленной арестами после убийства С. Кравчинским генерала Мезенцова.
Разочаровавшись в пропагандистской работе, «хождении в народ», сам стал убеждённым сторонником терроризма, решительно выступал за цареубийство. Принимал участие в подготовке покушения Соловьёва в Санкт-Петербурге (2 апреля 1879 года).
Один из основателей партии «Народная воля»; участвовал в её исполнительном комитете.
24 ноября 1879 года Квятковский был арестован, при обыске у него на квартире были обнаружены в большом количестве экземпляры газеты «Народная Воля», корректурные листы газеты, напечатанные воззвания от Исполнительного комитета, номера газет «Земля и Воля», «Община», пачка подложных паспортов и других документов, нитроглицерин, гильзы, три карандашных наброска плана Зимнего дворца с отмеченными комнатами царя. После годичного заключения в камере Трубецкого бастиона был предан военному суду («Процесс шестнадцати») и вместе с Пресняковым приговорён к смертной казни через повешение. На суде держался мужественно, стремясь донести до общества правду о задачах и целях борьбы «Народной Воли».
Приговор был исполнен в 4 ноября 1880 года в 8 часов утра на левом фасаде Иоанновского равелина Петропавловской крепости.

### Родственники
- Брат Тимофей был членом организации «Народная воля», осуждённым по делу 193-х.[2];
- Родная сестра — Квятковская, Юлия Александровна (1859—1951)
- Жена во втором браке — София Андреевна Иванова (с 1879 года)
- Сын от первого брака — Александр Александрович Квятковский (1878—1926) — большевик (кличка Андрей).